# CanSat

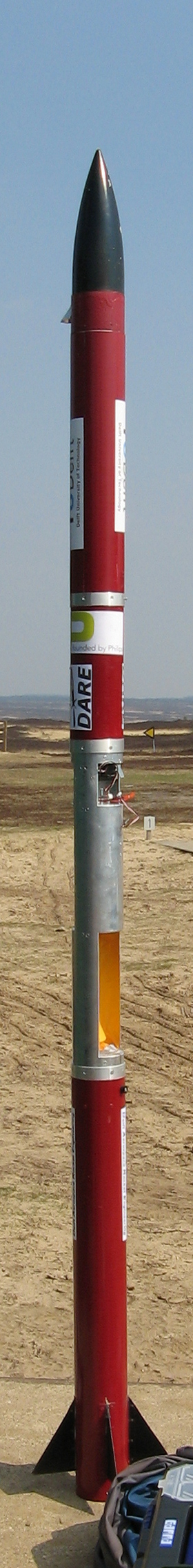
CanSat launcher van DARE die de CanSats lanceert

Een CanSat is een object ter grootte van een frisdrankblikje (Can) dat een satelliet (Sat) moet voorstellen. Tijdens de CanSat competitie bouwen en programmeren jongeren in teams een CanSat welke met een draagraket gelanceerd wordt tot een hoogte van ongeveer een kilometer. Tijdens deze lancering en de terugval voert de CanSat een of meerdere missies uit. De satelliet bestaat uit een microprocessor, sensoren, een radiozender, een parachute, een batterij en eventueel extra onderdelen die nodig zijn voor de missies. Een parachute moet ervoor zorgen dat de CanSat weer onbeschadigd landt. Een deskundige jury beoordeelt de CanSat projecten en beslist welk team de competitie wint.

## Geschiedenis
Het concept van CanSat is ontstaan in de Verenigde Staten en Japan. In Nederland werd de competitie tot 2014 georganiseerd door de Technische Universiteit Delft in samenwerking met Innovative Solutions in Space (ISISpace).De competitie werd ondersteund door Platform Bètatechniek. In de eerste competities waren er regionale competities waarbij de CanSats met een ballon tot enkele honderden meters vervoerd waarna ze worden afgeworpen. De beste twee teams per regio mochten door naar de finaledag waar hun CanSat met de draagraket van DARE werden gelanceerd onder toezicht van de Nederlandse Amateur Vereniging voor Raket-Onderzoek (NAVRO).
In 2016 is de organisatie van CanSat overgenomen door ESERO NL, in opdracht van de Nederlandse ruimtevaartorganisatie NSO. ESERO is een Europees ruimtevaarteducatieproject van ESA. In Nederland wordt ESERO mede mogelijk gemaakt door NSO en uitgevoerd door NEMO Science Museum. DARE verzorgt nog steeds de raketten en organiseert de finaledag. In de nieuwe opzet van ESERO NL zijn de regionale competities komen te vervallen. In plaats daarvan wordt er een testdag georganiseerd waarin de CanSats met een drone vanaf 100 meter hoogte gedropt worden. Bij de testdag en de lanceerdag is Defensie een belangrijke logistieke partner.

## Opzet in Nederland
Aan het begin van het schooljaar kunnen scholen zich met een of meerdere teams inschrijven door een proposal te schrijven. De teams moeten met hun CanSat twee missies uitvoeren. De primaire missie staat voor alle teams vast: door middel van de temperatuur en de luchtdruk te meten proberen ze te bepalen hoe hoog de CanSat is geweest tijdens de lancering. Daarnaast kan elk team zelf een secundaire missie bedenken en uitvoeren. Voor de primaire missie krijgen zij de zogenaamde CanSat Kit op basis van Arduino met alle onderdelen erin. Voor extra onderdelen van de secundaire missie moeten ze zelf zorgen. Daarnaast moet hun CanSat voorzien zijn van een parachute, waarbij behalve een zachte landing het ook belangrijk is dat de CanSat niet te ver af drijft van de lanceerplek.
In januari leveren de deelnemende teams een 'progress report' in en kunnen ze deelnemen aan een testdag. Tijdens de testdag wordt de CanSat vastgemaakt aan een drone en op 100 meter hoogte gedropt. In februari of maart leveren de leerlingen een 'final design' op waarin ze hun CanSat ontwerp en hun secundaire missie uitgebreid beschrijven. Op basis van het final design en het progress report worden 10 teams geselecteerd die hun CanSat mogen lanceren met een raket op de lanceerdag in maart of april. Tijdens de lancering verzamelen de leerlingen data, die ze in de weken erna uitschrijven in het 'final report'. Tot slot is er een finaledag in NEMO waar de leerlingen hun resultaten presenteren aan een vakkundige jury. De jury selecteert vervolgens de winnaar van de competitie. De winnaar mag meedoen met de Europese competitie die door ESA georganiseerd wordt.
Het ontwerpproces dat de leerlingen ondergaan, is er een van vallen en opstaan. Niet zelden worden de eerste ideeën bijgesteld, omdat deze niet haalbaar bleek binnen de randvoorwaarden. Ook zullen de leerlingen rekening moeten houden met de leveringstijden en mogelijke defecten van materialen en moeten ze de werkzaamheden van hun project afstemmen op het overige schoolwerk, zoals toetsenweken. Om CanSat te kunnen winnen, zul je dus meer moeten kunnen dan alleen goed zijn in natuurkunde of programmeren, maar ook goed moeten kunnen plannen, goed kunnen samenwerken in een team, en over een flinke portie doorzettingsvermogen moeten beschikken.

### CanSat launcher
Op de finaledag worden de CanSats van de finalisten gelanceerd met draagraketten van de Delftse studentenvereniging DARE. De raketten worden door DARE geheel zelf ontworpen en gebouwd. Elke raket kan vijf CanSats dragen. De brandstof is sorbitol in combinatie met de oxidator kaliumnitraat. De raket kan een snelheid halen van 500 km per uur en een hoogte van ongeveer 1000 meter. Ook de raket is voorzien van een parachute.